# Cantuaria prina
Cantuaria prina är en spindelart som beskrevs av Forster 1968. Cantuaria prina ingår i släktet Cantuaria och familjen Idiopidae. Inga underarter finns listade.